# Spearhead from Space
A Sperhead from Space a Doctor Who sorozat ötvenegyedik része, amelyet 1970. január 3. és 24. között vetítettek négy epizódban.
Ebben a részben jelent meg először Jon Partwee mint a harmadik Doktor, Caroline John mint Liz Shaw, valamint ettől kezdve rendszeresen jelenik meg Alistair Lethbridge-Stewart dandártábornok, és innentől kezdve készül a sorozat színesben (de ennek ellenére van még pár rész fekete-fehérben).
Valamint ebben a részben jelennek meg először az Autonok és a Nesztén tudat, akik később megjelennek több részben (Terror of the Autons, Rose, The Pandorica Opens/The Big Bang, valamint egy 90-s évek belli függetlenül gyártott videósorozatban).

## Történet
A Földre érkező és a Tardisból kilépő Doktor eszméletlenül rogy össze. A Unit kórházába kerül, ahol érdeklődve vizsgálják a kétszívű embert, s aki azt állítja, hogy jól ismeri Lethbridge-Stewartot. A Unit éppen a közelben leesett meteoritokat vizsgálja. A meteoritokból azonban valami gonosz, energia jellegű lép ki. A Földre érkezett Nesztén Tudat egy közeli játékgyárat autonok, műanyagemberek készítésére kényszerít, hogy átvegye az uralmat a Földön.

## Epizódok listája
| Epizód sorszáma | Bemutató napja   | Hossza | Nézők száma (millió) | Formátum            |
| --------------- | ---------------- | ------ | -------------------- | ------------------- |
| 1               | 1970. január 3.  | 23:38  | 8,4                  | 16 mm-s színes film |
| 2               | 1970. január 10. | 24:21  | 8,1                  | 16 mm-s színes film |
| 3               | 1970. január 17. | 24:16  | 8,3                  | 16 mm-s színes film |
| 4               | 1970. január 24. | 24:47  | 8,1                  | 16 mm-s színes film |

## Könyvkiadás
A könyvváltozatát 1974. január 17-én adták ki.

## Otthoni kiadás
- VHS-n 1988-ban adták ki.
- DVD-n 2001. január 29-én adták ki.
- Blu-ray-n 2013. július 15-én adták ki, így ez a régi sorozat első olyan része, amit Blu-ray-en adtak ki.

## Fordítás
- Ez a szócikk részben vagy egészben  a   Spearhead from Space című angol Wikipédia-szócikk fordításán alapul.  Az eredeti cikk szerkesztőit annak laptörténete sorolja fel. Ez a jelzés csupán a megfogalmazás eredetét és a szerzői jogokat jelzi, nem szolgál a cikkben szereplő információk forrásmegjelöléseként.